# سیارک ۲۲۵۳۰
سیارک ۲۲۵۳۰ (به انگلیسی: 22530 Huynh-Le، نامگذاری:1998FY41) بیست و دو هزار و پانصد و سی‌امین سیارک کشف شده‌است که در ۲۰ مارس ۱۹۹۸ کشف شد.
قدر مطلق سیارک برابر ۱۵٫۱ است.